# شهرستان دف اسمیت (تگزاس)

موقعیت شهرستان در ایالت تگزاس

دف اسمیت یکی از شهرستان‌های ایالت تگزاس می‌باشد.
این شهرستان در شمال‌غربی این ایالت است.
جمعیت این شهرستان در سال ۲۰۱۰ میلادی معادل ۱۹۳۷۲ نفر بود.

## نگارخانه

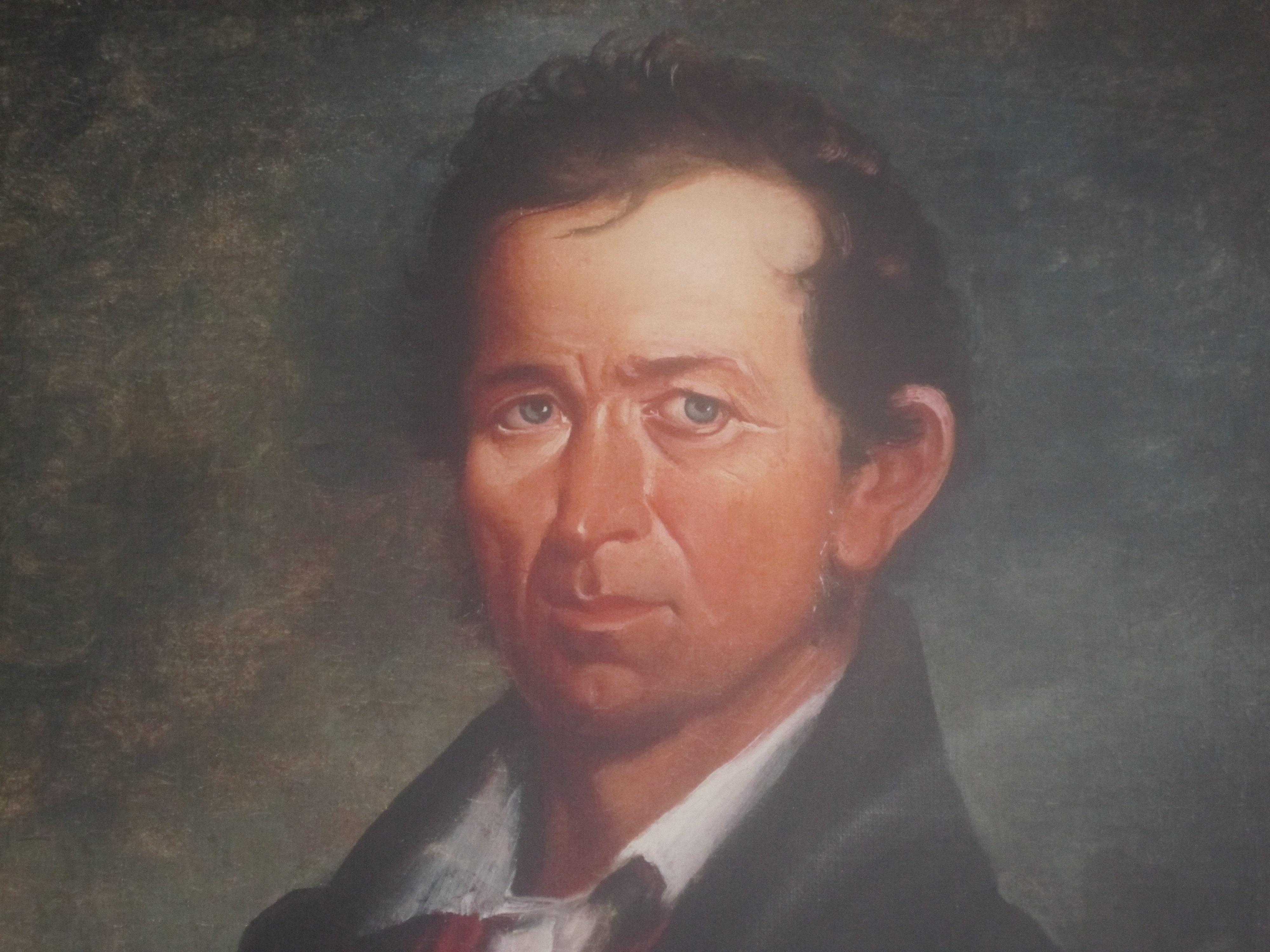
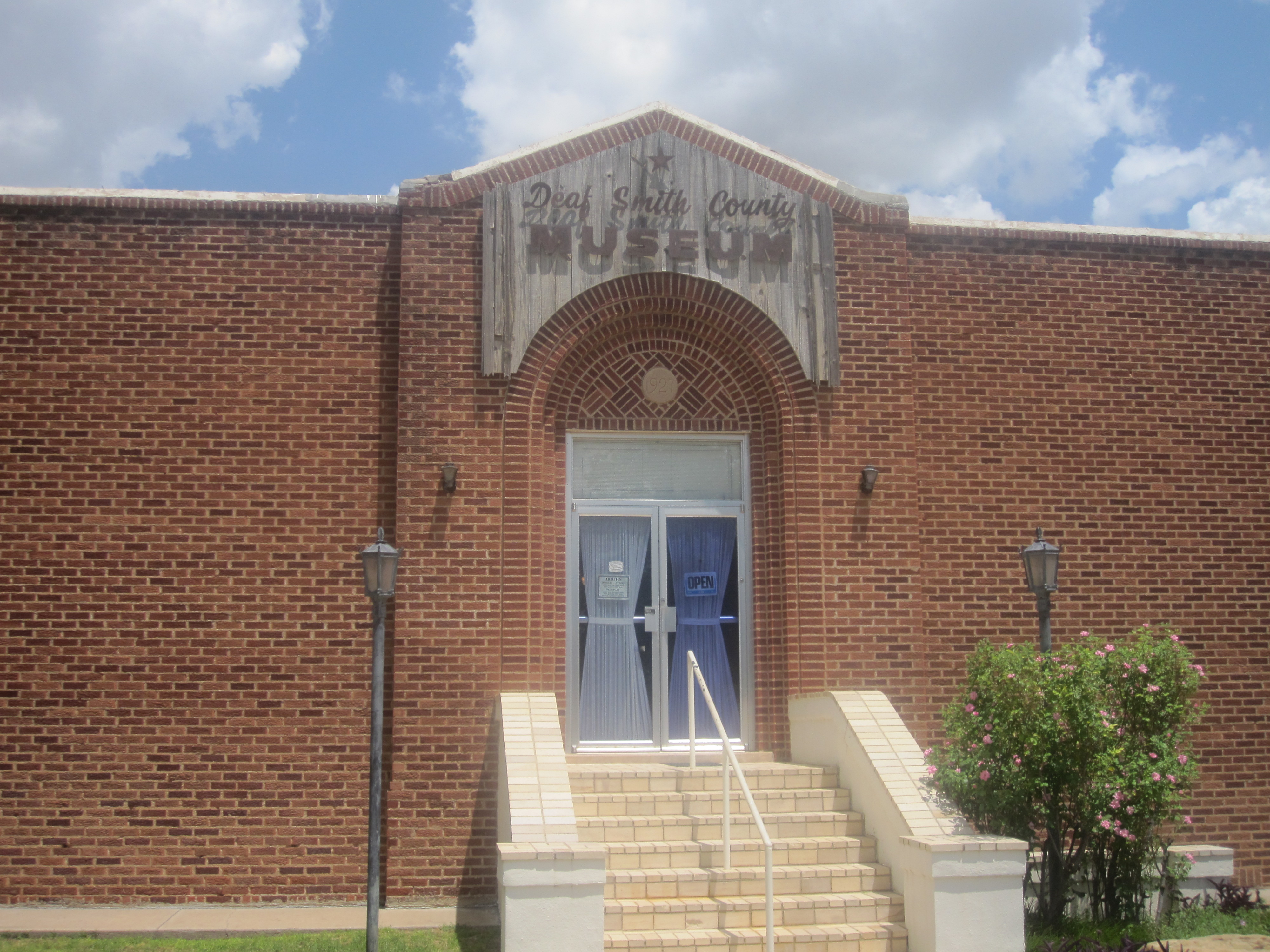
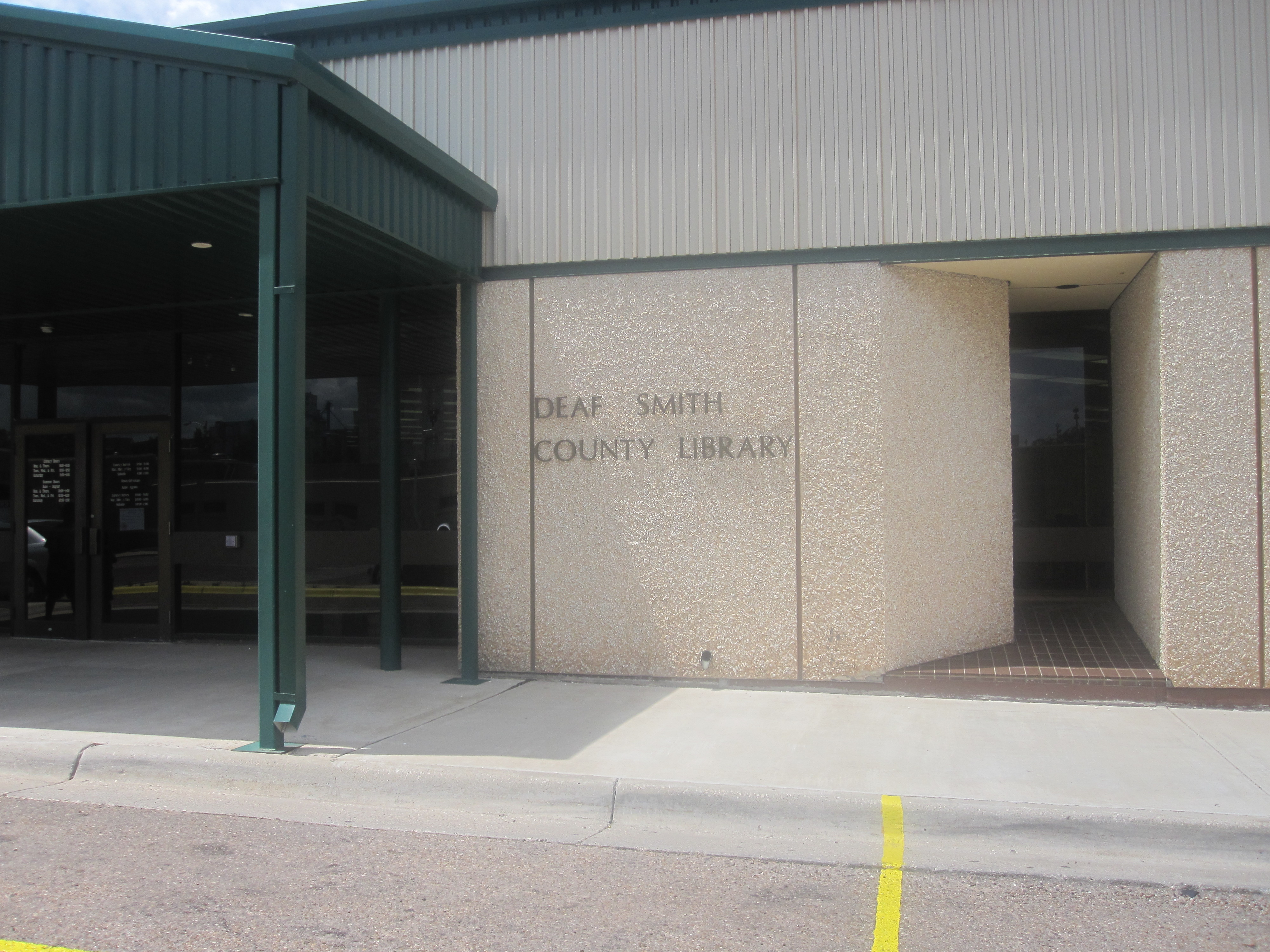